# Antonio Manrique de Lara
Antonio Manrique de Lara y Castro, II duque de Nájera, III conde de Treviño. (Navarrete (La Rioja), 1466-12 de diciembre de 1535) fue un noble y militar que desempeñó el cargo de Virrey de Navarra entre los años 1516 y 1521.

## Familia
Fue hijo de Pedro Manrique de Lara y Sandoval, I duque de Nájera y de su mujer Guiomar de Castro, hija bastarda del conde portugués Álvaro de Castro y que fue presentada por Enrique IV como su amante en la corte.

## Vida
Colaboró con su padre en la conquista del reino de Granada y en los incidentes fronterizos del de Navarra. Se centró en tener un fuerte control de las zonas inmediatas a su señorío mientras que también mantuvo una fuerte influencia en el cercano señorío de Vizcaya, del cual era tesorero mayor y en donde protegía al bando oñacino.
Mantuvo una fuerte alianza con la Casa de Beaumont, quienes eran condestables de Navarra y condes de Lerín, es por eso que en 1494, 1504 y, sobre todo en 1506 auxilió la sublevación de Luis de Beaumont, II conde de Lerín contra los reyes Juan III y Catalina I de Navarra, que aunque terminó con el conde exiliado en Castilla y sus estados despojados, la relación de alianza se mantuvo ya que se casó a su hermana Brianda con Luis de Beaumont, III conde de Lerín.
Participó en la conquista de Navarra, liderando el ejército castellano que asistió al duque de Alba en el asedio navarro-francés de Pamplona.
Tras la muerte de Isabel I, su padre se posicionó en contra de Fernando II y a favor de Felipe de Habsburgo, lo que perjudicó a la familia hasta el 1516 que Antonio pudo hacer valer los servicios prestados a Carlos I
Cuando tras la muerte de Fernando II, se produjo el levantamiento del bando agramontés y la inquietud del bando agramontés, aunque ni la nobleza se movilizó, ni el levantamiento recibió el apoyo de Francia, por lo que en mayo del 1516 el destacamento del coronel Villalba sofocó la rebelión. Tras esto Cisneros buscó castigar a los culpables, por lo que retiró del virreinato a Fadrique de Acuña, quien más tarde sería conde de Buendía e instauró a Antonio Manrique de Lara.

## Virrey de Navarra
Su instauración se da en el contexto de que era la cabeza de un linaje poderoso, desde la muerte de su padre el 1 de febrero de 1515, además de ser cuñado y aliado del también poderoso conde de Lerín, quien era el líder del bando pro-castellano, y además se trataba de un hombre cercano a Cisneros. 
Igualmente su nombramiento rompió el equilibrio interno a favor de los beamonteses frente a los agramonteses y que aunque sirvió para encauzar la lealtad del inquieto conde de Lerín, quien según Francisco de Alesón, habría sido denunciado por su mujer Brianda de haber mantenido contacto con el rey exiliado Juan de Alberet poco después de la muerte de Fernando II, no se centró tanto en el gobierno de Navarra sino en reforzar su linaje y vincularse al rey.
En el año 1520 se dio la revuelta anti señorial de Nájera y la rebelión de las comunidades, que sumado a los castigos que este había debido de llevar a cabo por órdenes de Cisneros habían generado un descontento en el reino, tras lo cual en mayo de 1521 los franceses conquistaron Navarra y asediaron Logroño.
Tras esto se dirigió a Segovia para pedir ayuda a los condestables de Castilla aduciendo que había tenido que redirigir muchos soldados y artillería a los esfuerzos militares contra los comuneros, aunque también es cierto que su heredero centró las fuerzas de la casa en restablecer su autoridad señorial en Nájera y ayudar a sus vasallos alaveses amenazados por el conde de Salvatierra.
Tras la movilización de las fuerzas castellanas y la posterior victoria frente a los franceses en la batalla de Noáin el 30 de junio del mismo año, en la que destacó el condestable castellano más que el virrey navarro, fue inmediatamente sustituido como virrey por Francisco de Zúñiga Avellaneda y Velasco, quien ya había protestado cuando fue nombrado aduciendo a su inclinación en los bandos pero también porque ambicionaba al puesto.
Tras su cese como virrey, su inercia banderiza junto con la enemistad con la Casa de Velasco explica su eclipse político hasta su muerte en 1535, aunque siguió asistiendo a Cortes.
Fue enterrado en la capilla mayor del monasterio de San Francisco de Nájera

## Matrimonio y descendencia
Se celebró una boda doble en 1503 entre Antonio y su hermana Francisca con los hijos de Juan Ramón Folch IV de Cardona, Juana y Fernando Folch de Cardona, II duque de Cardona.
- Juan Esteban Manrique de Lara y Cardona,(¿Nájera?, 26 de diciembre de 1504-Valencia de Don Juan, León, 22 de enero de 1558) le sucedió en sus estados.
- Juan Manrique de Lara (1508–1570), fue virrey de Nápoles, miembro del Consejo de Estado y Guerra y mayordomo mayor de Isabel de Valois.
- María Manrique de Lara, fundadora del colegio de Belén en Barcelona, regido por la Compañía de Jesús.[3]

| Predecesor: Fadrique de Acuña | Virrey de Navarra mayo de 1516-agosto de 1521 | Sucesor: Francisco de Zúñiga Avellaneda y Velasco |